# ديفيد باول (لاعب اتحاد الرغبي)
ديفيد باول (بالإنجليزية: David Powell)‏ هو لاعب اتحاد الرغبي بريطاني، ولد في 17 مايو 1942.